# Asplenium trichomanes
Pour les articles homonymes, voir Capillaire (plante).
Capillaire des murailles
Espèce
Asplenium trichomanes, appelée Capillaire des murailles, Fausse capillaire, Capillaire rouge, Doradille capillaire, Doradille chevelue ou Doradille polytric, est une petite fougère de la famille des Aspleniaceae.

## Description

### Appareil végétatif
Cette fougère de petite taille possède un rhizome très court, en position dressée. Les frondes persistantes sont disposées en touffe et possèdent un pétiole brun foncé à noir, luisant. Les frondes ne sont divisées qu'une seule fois. Les pennes sont opposées, de forme ovale, et finement crénelées.

### Appareil reproducteur
Les sores sont disposés de façon linéaire et oblique sur la face inférieure des pennes, et sont protégés par une indusie elle aussi linéaire.

## Répartition et habitat
Elle pousse sur les murs, dans les fissures de rocher, ou dans des lieux ombragés très rarement exposés au soleil. C'est pourquoi on la trouve dans les creux les plus insolites, poussant sur une très fine couche de terre végétale, très souvent sur support calcaire. Elle est extrêmement résistante à la dessiccation et au froid. Elle ne craint pas l'altitude (jusqu'à 1 800 m). Elle peut être cultivée en pot, mais en respectant toutes les conditions qu'elle connait dans ses milieux naturels. Elle est commune en France.[réf. nécessaire]

## Quelques sous-espèces

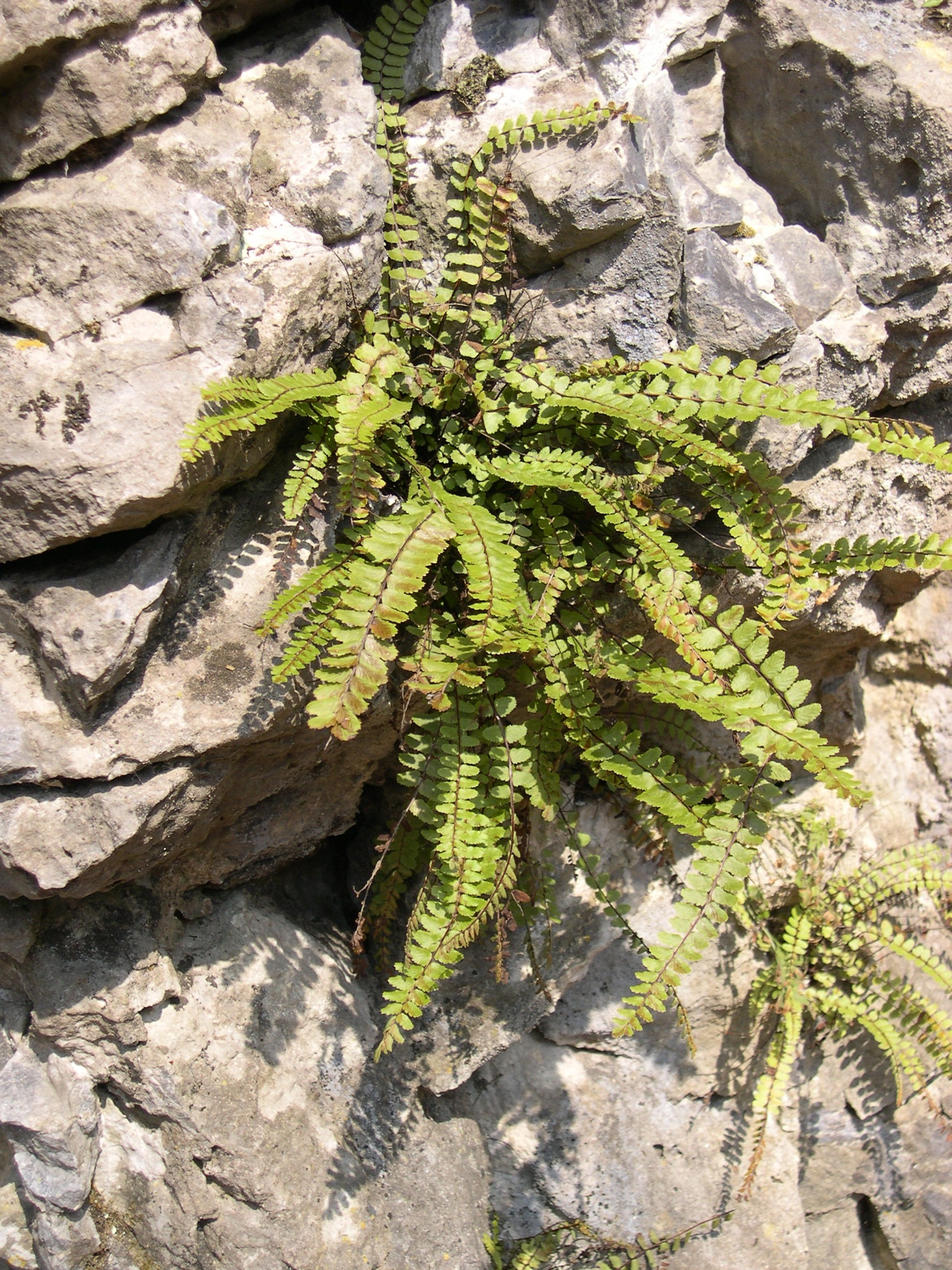
Sur roche naturelle.

- Asplenium trichomanes nothosubsp. lusaticum (D.E.Mey.) Lawalrée, 1978 (Asplenium trichomanes subsp. quadrivalens × Asplenium trichomanes subsp. trichomanes) [syn. Asplenium × lusaticum D.E.Mey., 1958]
- Asplenium trichomanes subsp. quadrivalens D.E.Mey., 1962: tétraploïde (2n=144)
- Asplenium trichomanes subsp. trichomanes: diploïde (2n=72)

### Liens externes

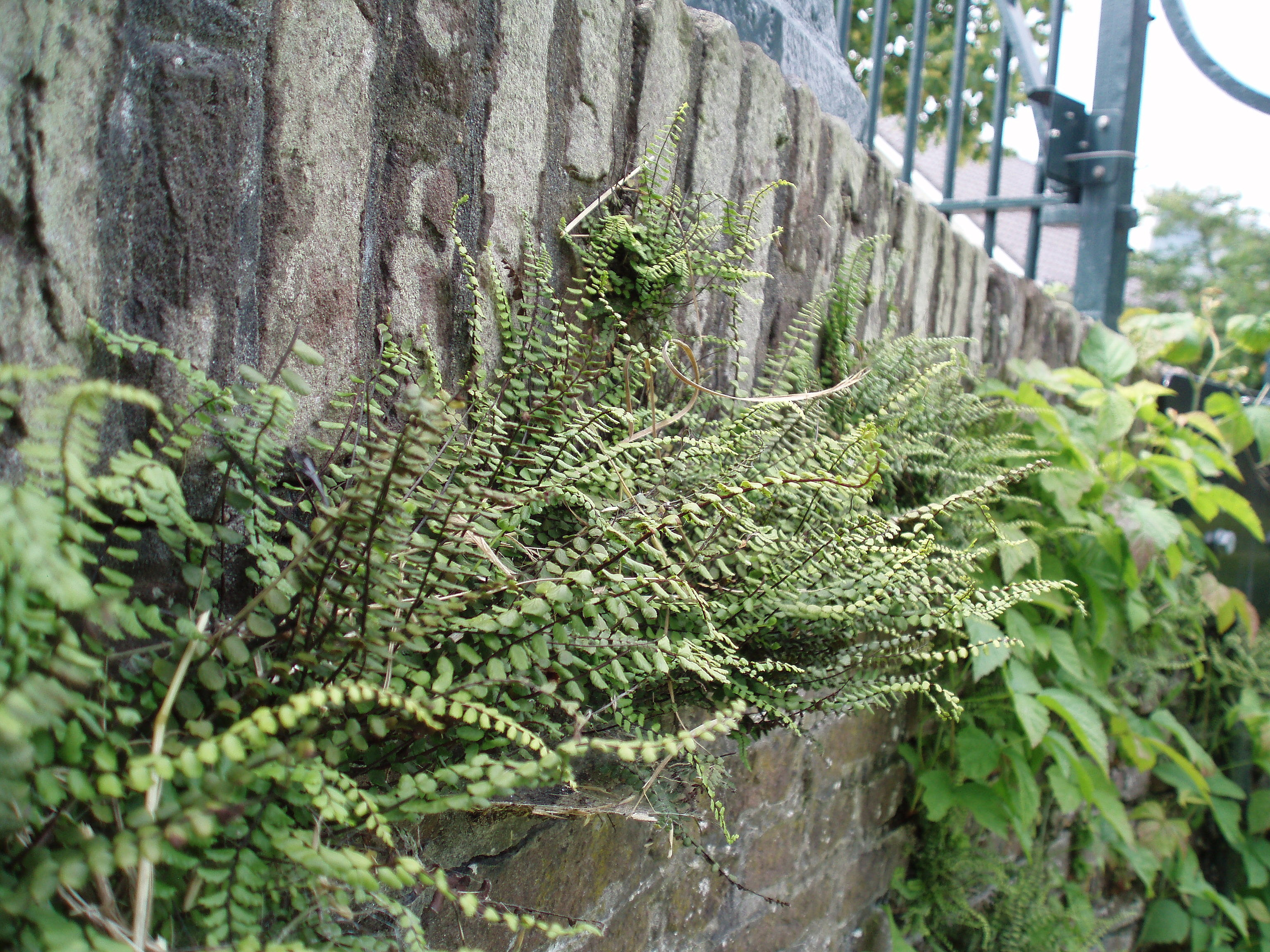
Sur les murs..